# 皮克蒂
皮克蒂是巴西圣保罗州的一个市镇。总面积175.881平方公里，总人口18326人，人口密度104.2人/平方公里。